# Kuifje (weekblad)
Kuifje was een stripweekblad. Het was de Nederlandstalige tegenhanger van het Franstalige weekblad Tintin (ook Journal de Tintin genoemd), opgezet rond stripfiguur Kuifje en bestond van 1946 tot 1993. De ondertitel luidde: "Het superblad voor de jeugd van 7 tot 77 jaar".

## Geschiedenis
Het eerste nummer van Kuifje en Tintin verscheen op 26 september 1946. Het weekblad was een idee van André Sinave. Zijn compagnons waren Raymond Leblanc en Albert Debaty. In het blad verschenen voornamelijk vervolgstrips, waaronder de nieuwe avonturen van Kuifje van Hergé.
Gedurende zijn hele bestaan concurreerde Kuifje met het andere grote stripweekblad Robbedoes. Beide bladen groepeerden de grote meerderheid van het Belgische striptalent. Terwijl Kuifje de Brusselse school vertegenwoordigde, was Robbedoes het bastion van de school van Marcinelle. Toch veranderden sommige striptekenaars van blad. Zo verlieten Jean Graton en Eddy Paape Robbedoes voor Kuifje, terwijl omgekeerd bijvoorbeeld Raymond Macherot en Berck overstapten naar Robbedoes. Alleen André Franquin, de bekendste tekenaar van Robbedoes, werkte een tijd voor beide bladen. In 1955 stapte hij na een ruzie over naar Kuifje, waar hij een contract van vijf jaar tekende. Franquin verzoende zich snel met Robbedoes, maar hij respecteerde zijn contract en creëerde voor Kuifje de reeks Ton en Tineke, die later door anderen werd voortgezet.
De in Brussel gemaakte bladen Kuifje en Tintin hadden dezelfde redactie en waren inhoudelijk vrijwel identiek. De strips werden meteen vertaald en gelijktijdig in beide bladen gepubliceerd. De Franstalige versie bevatte wel een tijd een extra katern met onder meer lezersbrieven en diverse aankondigingen. Daarnaast verscheen er sinds 1948 een aparte uitgave van Tintin voor Frankrijk, maar met dezelfde strips.
Karel Van Milleghem was de eerste Vlaamse hoofdredacteur van Kuifje. Zijn taak bestond er niet enkel uit de strips uit Tintin te vertalen naar het Nederlands. Hij ontwikkelde ook een aparte redactionele lijn met onder andere bijdragen over Vlaamse auteurs en Vlaamse steden. Hij was het ook die Willy Vandersteen en Bob De Moor binnenhaalde bij Kuifje. Voor Kuifje verstripte De Moor het werk van Hendrik Conscience en creëerde hij Cori, de scheepsjongen. Tussen 1948 en 1959 verschenen er een achttal verhalen van Suske en Wiske van de hand van Willy Vandersteen in Kuifje, de zogenaamde Blauwe reeks. Om binnen het weekblad te passen moest Vandersteen daarvoor de stijl van de verhalen veranderen. Suske en Wiske zijn in deze verhalen duidelijk tieners en Lambik was intelligenter. Jerom en tante Sidonia komen er niet in voor. Een negende verhaal was gepland, maar vanwege meningsverschillen tussen Hergé en Vandersteen is dit verhaal niet gepubliceerd. Het vertrek van Vandersteen volgde kort op dat van Karel Van Milleghem als hoofdredacteur in 1958. Zijn taak werd overgenomen door Hilde Liesse. Met haar verdween de eigen redactionele lijn van Kuifje, los van Tintin.
Bezieler Leblanc lanceerde ook promotie-activiteiten voor het blad. Zo kwamen er de Kuifje's bons, die bij bepaalde producten te krijgen waren en die recht gaven op bepaalde voordelen. Heb blad organiseerde regelmatig wedstrijden voor de lezers en deed een tijd mee aan strandspelen.
In 1964 voerde Hergé verhitte gesprekken met hoofdredacteur Raymond Leblanc, een vriend van hem. Hergé vond dat de kwaliteit van het blad tanende was en naar zijn mening waren verscheidene vervolgstrips "vulgair". Om uit de impasse te geraken, stelde Hergé voor het hoofdredacteurschap te delen met Leblanc, die fel tegen was. Hergé wilde daarop als alternatief de functie van 'artistiek directeur' gaan innemen. Leblanc protesteerde, maar begin 1965 kreeg hij alsnog die positie. Datzelfde jaar vervalste de tekenaar Dino Attanasio een enquête over welke strip de lezer het populairst vond. Dat werd ontdekt en de maker van de strip Signor Spaghetti werd geschorst voor drie maanden. René Goscinny, de tekstschrijver ervan, bedankte daarop voor weekblad Kuifje. Ook de tekenaar Greg vertrok, maar hij stelde voor terug te komen als hij benoemd zou worden tot hoofdredacteur. Leblanc werd ontslagen en Greg nam op 1 oktober 1965 zijn positie in.
Onder leiding van Greg werden vele nieuwe strips geïntroduceerd, waaronder Bernard Prince, Luc Orient en Comanche. Deze kenmerkten zich door de voor die tijd zeer moderne verhalen en het vernieuwende tekenwerk. Ook strips die verder nooit in album zouden verschijnen, waaronder Max (Bara), De gebroeders Bross (Hubuc) en vele andere korte verhalen vonden hun weg naar het blad, wat die periode tot de beste uit het bestaan maakte. De oplage steeg tot 600.000 exemplaren per week.
In de jaren zeventig daalde het niveau van het blad enigszins, maar nog altijd werden vele series van hoog niveau gepubliceerd. Ook geïmporteerde strips, zoals Corto Maltese en The Spirit, werden opgenomen, want er werd van alles geprobeerd om de lezers van 7 tot 77 jaar vast te houden. Jean-Luc Vernal was in 1977 hoofdredacteur geworden en zou dit blijven tot 1988. Net als Greg was Vernal ook scenarist voor verschillende stripreeksen die verschenen in Kuifje. De verkoop daalde echter en verschillende succesvolle stripauteurs verhuisden naar het nieuw opgerichte stripblad Wham! (Hermann, Graton, Bara, Aidans).
Als Vlaams hoofdredacteur was Marc Legendre Hilde Liesse opgevolgd. Hij kreeg echter weinig redactionele vrijheid van Vernal, en Legendre vertrok al na een jaar. Hij werd opgevolgd door Mark Van Oppen in 1984. Hij slaagde erin de Vlaamse tekenaars Leo Fabri, Marcel Rouffa en Erika Raven te introduceren bij Kuifje. Ook redactioneel had Van Oppen enige vrijheid, met eigen redactie pagina's die meer gericht waren op een Vlaams en Nederlands publiek. Na vijf jaar werd Van Oppen opgevolgd door Bert Decorte. Door persoonlijke conflicten werd hij al snel opgevolgd door Martine Vienne. Van een eigen redactionele lijn voor Kuifje was er tegen dan geen sprake meer.

## Neergang
In november 1988 stopte de publicatie van het blad Tintin, nadat de erfgename van Hergé zich tegen verder gebruik van de naam had verzet. De aparte Franse editie van Tintin, die al sinds 1972 onder diverse namen verscheen, verdween toen ook. Alleen Kuifje zelf bleef bestaan. Een nieuwe uitgeverij, Yéti Presse, begon toen met een apart Franstalig blad onder de titel Tintin Reporter, dat al na zeven maanden verdween. Daarop (september 1989) verzorgde Le Lombard opnieuw een eigen Franstalige versie van Kuifje onder de titel Hello Bédé. Intussen was Nederlander Rob Harren binnengehaald. Hij zorgde voor een extra verkoop via de Nederlandse leesportefeuilles en haalde ook Vlaamse en Nederlandse tekenaars binnen. Het niveau van de strips was echter al die tijd achteruit gegaan, zodat vier jaar later beslist werd er een punt achter te zetten. Het laatste exemplaar (nummer 26 van de 48e jaargang) verscheen op 29 juni 1993.
Veel van de series die tot dan toe waren voorgepubliceerd in het blad verdwenen daarna helemaal. Alleen grote series als Thorgal en Dommel werden gepubliceerd in albums.
Bijna dertig jaar na het einde van Tintin Reporter brachten GEO en Moulinsart in juni 2019 in het Frans een nieuw kwartaalblad uit genaamd Tintin, c'est l'aventure. GEO zorgt voor foto's en informatie over reizen. Journalist Daniel Couvreur schrijft de gegevens over de strip Kuifje. Het bevat ook strips.

## Bundelingen
Van het weekblad verscheen een uitgebreide bundelreeks die in de Vlaamse versie alle jaargangen omvatte, maar in de Nederlandse versie pas begin jaren 70 startte.

## Belangrijkste medewerkers
- Dino Attanasio
- Claude Auclair
- Jo-El Azara
- Berck
- Bernard Capo
- Gilles Chaillet
- Cosey
- François Craenhals
- Paul Cuvelier
- Bob de Groot
- Bob de Moor
- Dany
- Marcel Dehaye
- Christian Denayer
- Derib
- Henri Desclez
- André-Paul Duchâteau
- Dupa
- Will Eisner
- André Fernez
- Ferry
- André Franquin
- Franz
- Fred Funcken
- Géri
- Carlos Giminez
- Christian Godard
- René Goscinny
- Jean Graton
- Greg
- Hergé
- Hermann
- Edgar P. Jacobs
- Jacques Laudy
- Raymond Leblanc
- Philippe Liégeois, alias "Turk"
- Raymond Macherot
- Jacques Martin
- Eddy Paape
- Hugo Pratt
- Raymond Reding
- Grzegorz Rosiński
- Michel Schetter
- Jean-Claude Servais
- René Sterne
- Tibet
- Jean Torton
- Albert Uderzo
- William Vance
- Jean Van Hamme
- Jacques Van Melkebeke
- Willy Vandersteen
- Jean-Luc Vernal
- Albert Weinberg
- Michel Weyland